# طوف شعار (شرس)

تعديل مصدري - تعديل

طوف شعار هي إحدى قرى عزلة شرس الاسفل بمديرية شرس التابعة لمحافظة حجة، بلغ تعداد سكانها 134 نسمة حسب تعداد اليمن لعام 2004.